# 白鬚神社 (大垣市青墓町)
白鬚神社（しらひげじんじゃ）は、岐阜県大垣市青墓町にある神社（白鬚神社）。

## 概要
創建時期は不詳。一説では平安時代以前の創建であり、最澄がこの地に円興寺を創建したのは、白鬚神社の霊験によるという。
天正年間、織田信長により焼き討ちにあい、白鬚神社、円興寺などは焼失する。この際、宝物や古文書も全て失う。天正十二年（1584年）に再建。

## 祭神
- 猿田彦神

## 境内社
- 御鍬神社（祭神：豊受大神）[2]

## 例祭
- 10月に行われる例祭では、「青墓大太鼓踊り」が奉納される。江戸時代に雨乞い祈願や豊年祈願として踊ったのが始まりとされ、1974年（昭和49年）10月2日に市重要無形民俗文化財に指定されている[3][1]。